# Hatholmen fyr
Hatholmen fyr er et fyr på Indre Hatholmen i Mannefjorden midt i indsejlingen til Mandal i Agder fylke i Norge.
Fyret blev oprettet i 1867 og havde bemandet drift frem til 1984 da det blev automatiseret og affolket. Den 6. maj 1991 overtog Mandal Kystlag drift og vedligehold af fyret. Fyret blev bygget samtidig med Ryvingen fyrstation og har funktionel og visuel forbindelse med denne.
Selve fyrbygningen er af træ og er et 1 1/2 etagers bolighus med tilhørende lygterum. Fyret har 4. ordens linseapparat fra 1931. Det blev ombygget til solcelledrift i 1985.
Anlægget omfatter for øvrig udhus, hønsehus, maskinhus og ophæng for tovbane, trapper og bro, samt bådhus og landingsplads. Anlægget blev tilrettelagt for beboelse af fyrmesteren og hans familie, så der hørte også have til.
Hatholmen fyrstation er i dag fredet efter lov om kulturminner.
Der er i sommermånederne mulighed for overnatning på fyret eller såkaldt «fyrferie».